# Lijst van nummer 1-hits in Australië in 1996
Deze hits stonden in 1996 op nummer 1 in de ARIA Charts, de bekendste hitlijst in Australië.
| Datum        | Artiest               | Titel                 |
| ------------ | --------------------- | --------------------- |
| 7 januari    | Geen lijst verschenen | Geen lijst verschenen |
| 14 januari   | Coolio & L.V.         | Gangsta's Paradise    |
| 21 januari   | George Michael        | Jesus to a Child      |
| 28 januari   | George Michael        | Jesus to a Child      |
| 4 februari   | Shaggy                | Boombastic            |
| 11 februari  | Oasis                 | Wonderwall            |
| 18 februari  | Shaggy                | Boombastic            |
| 25 februari  | Shaggy                | Boombastic            |
| 3 maart      | Shaggy                | Boombastic            |
| 10 maart     | Joan Osborne          | One of Us             |
| 17 maart     | Joan Osborne          | One of Us             |
| 24 maart     | Joan Osborne          | One of Us             |
| 31 maart     | Joan Osborne          | One of Us             |
| 7 april      | Joan Osborne          | One of Us             |
| 14 april     | OMC                   | How Bizarre           |
| 21 april     | OMC                   | How Bizarre           |
| 28 april     | OMC                   | How Bizarre           |
| 5 mei        | OMC                   | How Bizarre           |
| 12 mei       | OMC                   | How Bizarre           |
| 19 mei       | George Michael        | Fastlove              |
| 26 mei       | George Michael        | Fastlove              |
| 2 juni       | Metallica             | Until It Sleeps       |
| 9 juni       | George Michael        | Fastlove              |
| 16 juni      | George Michael        | Fastlove              |
| 23 juni      | Fugees                | Killing Me Softly     |
| 30 juni      | Fugees                | Killing Me Softly     |
| 7 juli       | Fugees                | Killing Me Softly     |
| 14 juli      | Fugees                | Killing Me Softly     |
| 21 juli      | Fugees                | Killing Me Softly     |
| 28 juli      | Fugees                | Killing Me Softly     |
| 4 augustus   | Fugees                | Killing Me Softly     |
| 11 augustus  | Céline Dion           | Because You Loved Me  |
| 18 augustus  | Céline Dion           | Because You Loved Me  |
| 25 augustus  | Céline Dion           | Because You Loved Me  |
| 1 september  | Los del Río           | Macarena              |
| 8 september  | Los del Río           | Macarena              |
| 15 september | Los del Río           | Macarena              |
| 22 september | Los del Río           | Macarena              |
| 29 september | Los del Río           | Macarena              |
| 6 oktober    | Los del Río           | Macarena              |
| 13 oktober   | Los del Río           | Macarena              |
| 20 oktober   | Los del Río           | Macarena              |
| 27 oktober   | Los del Río           | Macarena              |
| 3 november   | Spice Girls           | Wannabe               |
| 10 november  | Spice Girls           | Wannabe               |
| 17 november  | Spice Girls           | Wannabe               |
| 24 november  | Spice Girls           | Wannabe               |
| 1 december   | Spice Girls           | Wannabe               |
| 8 december   | Spice Girls           | Wannabe               |
| 15 december  | Spice Girls           | Wannabe               |
| 22 december  | Spice Girls           | Wannabe               |
| 29 december  | Geen lijst verschenen | Geen lijst verschenen |